# Markiz Downshire
Markiz Downshire (en. Marquess of Downshire) - tytuł parowski kreowany w parostwie Irlandii w 1789 r.

## Dodatkowe tytuły
- wicehrabia Hillsborough (kreowany w parostwie Irlandii w 1717 r.)
- baron Hill of Kilwarlin (kreowany w parostwie Irlandii w 1717 r.)
- hrabia Hillsborough (kreowany w parostwie Irlandii w 1751 r.)
- wicehrabia Kilwarlin (kreowany w parostwie Irlandii w 1751 r.)
- baron Harwich (kreowany w parostwie Wielkiej Brytanii w 1756 r.)
- hrabia Hillsborough (kreowany w parostwie Wielkiej Brytanii w 1772 r.)
- wicehrabia Fairford (kreowany w parostwie Wielkiej Brytanii w 1772 r.)
- markiz Downshire (kreowany w parostwie Irlandii w 1789 r.)

## Lista parów
Wicehrabiowie Hillsborough 1. kreacji (parostwo Irlandii)
- 1717–1742: Trevor Hill, 1. wicehrabia Hillsborough
- 1742–1793: Wills Hill, 2. wicehrabia Hillsborough

Markizowie Downshire 1. kreacji (parostwo Irlandii)
- 1789–1793: Wills Hill, 1. markiz Downshire
- 1793–1801: Arthur Hill, 2. markiz Downshire
- 1801–1845: Arthur Blundell Sandys Trumbull Hill, 3. markiz Downshire
- 1845–1868: Arthur Wills Blundell Sandys Trumbull Windsor Hill, 4. markiz Downshire
- 1868–1874: Arthur Wills Blundell Trumbull Sandys Roden Hill, 5. markiz Downshire
- 1874–1918: Arthur Wills John Wellington Trumbull Blundell Hill, 6. markiz Downshire
- 1918–1989: Arthur Wills Percy Wellington Blundell Trumbull Hill, 7. markiz Downshire
- 1989–2003: Arthur Robin Ian Hill, 8. markiz Downshire
- 2003 -: Arthur Francis Nicholas Wills Hill, 9. markiz Downshire

Najstarszy syn 9. markiza Downshire: Edmund Robin Arthur Hill, hrabia Hillsborough